# Куйбишево (Краснощоковський район)
Ку́йбишево (рос. Куйбышево) — село у складі Краснощоковського району Алтайського краю, Росія. Входить до складу Мараліхинської сільської ради.

## Населення
Населення — 708 осіб (2010; 897 у 2002).
Національний склад (станом на 2002 рік):
- росіяни — 91 %